# Ptasiniec
Ptasiniec – potok, prawy dopływ Chochołowskiego Potoku. Nazwę podaje opracowanie Hydrografia Tatr Zachodnich, na mapach potok ten zazwyczaj jest bezimienny. Spływa Doliną Trzydniowiańską (boczna odnoga Doliny Chochołowskiej w Tatrach Zachodnich). Nazwą Ptasiniec określano także dolną część Doliny Trzydniowiańskiej.
Zlewnia Ptasińca ma powierzchnię 1,196 km². Potok wypływa wysokości około 1550 m. Ma jeden dopływ, również w obrębie Doliny Trzydniowiańskiej. Spływa w kierunku północnym, krótko przed ujściem zakręca na północny zachód i poniżej Niżniej Jarząbczej Polany uchodzi do Potoku Chochołowskiego. Następuje to na wysokości około 1080 m.